# Юниън (окръг, Джорджия)
Вижте пояснителната страница за други значения на Юниън.
Окръг Юниън (на английски: Union County) е окръг в щата Джорджия, Съединени американски щати. Площта му е 852 km², а населението - 17 289 души (2000). Административен център е град Блеърсвил.